# 大眼副獅子魚
大眼副獅子魚，為輻鰭魚綱鮋形目杜父魚亞目獅子魚科的其中一種，分布於東北太平洋的美國奧勒岡州外海海域，棲息深度2830-3585公尺，體長可達13.9公分，為深海底棲性魚類，屬肉食性，生活習性不明。

## 擴展閱讀
維基物種上的相關：大眼副獅子魚